# Мифология Уильяма Блейка

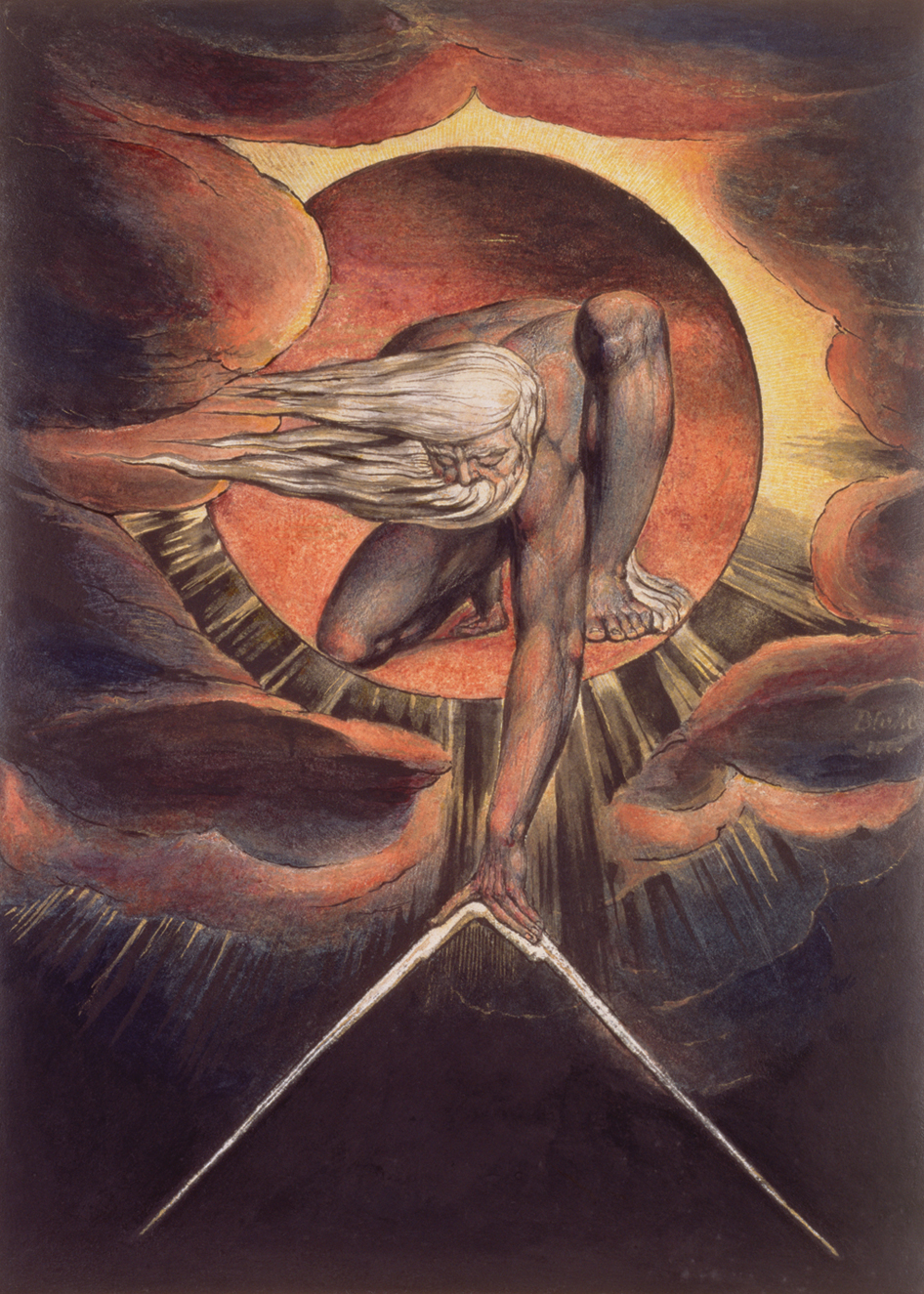
Уильям Блейк. «Ветхий днями» или «Великий архитектор». Изображение Уризена, ограничивающего Вселенную с помощью циркуля (1827)

Английский поэт и художник Уильям Блейк (1757—1827) создал свою собственную сложную и оригинальную мифологию, которую он изложил в развёрнутой серии своих так называемых «пророческих книг», богато проиллюстрированных, награвированных и отпечатанных им самим. В этой мифологии Блейк отразил собственные духовные, философские и религиозные взгляды, а также  своё отношение к политике, революции, общественному устройству, морали, объединив всё это в некое эпическое пророчество о прошлом, настоящем и будущем человечества, где описана и объяснена его точка зрения на историю возникновения, упадка и крушения этого мира.

## Истоки блейковской мифологии
Блейковская мифология имеет множество истоков, в числе которых Библия, греческая и римская мифология, античная литература, скандинавские Эдды, Оссиан Джеймса Макферсона, трактаты теософов, оккультистов и религиозных мистиков, таких как Агриппа Неттесгеймский, Парацельс и Якоб Бёме, пьесы Шекспира, поэмы Джона Мильтона «Потерянный рай» и «Возвращённый рай», труды Эммануила Сведенборга и др.

## Персонажи блейковской мифологии
Мифология Блейка представляет собой целый мир, населённый божествами и героями, которым он дал необычные имена: Уризен, Лува, Тармас, Уртона, Лос, Энитармон, Вала, Ахания, Энион, Утуна, Ринтра, Бромион, Тириэль, Хар, Теотормон, Паламаброн, и т. д.
Многие персонажи, чьи имена знакомы читателю по другим источникам, такие как Альбион, Орк, Иерусалим, Адам, Раав, Фирца, и др. значительно переосмыслены Блейком.

## СотворениеВселеннойи человека
В ранней поэме «Видения дщерей Альбиона» (1793) Блейк указывает, что человек был создан не библейским Богом Иеговой или Яхве, но неким «демоном заблуждения» и «отцом ревности», злобным и жестоким тираном, божеством по имени Уризен или Юра́йзен (Urizen). Имя это произведено Блейком, вероятно,  от сочетания слов «your reason» — «твой разум», либо от близких по звучанию греческих слов, означающих «очерчивать циркулем», «ограничивать» и «горизонт». На гравюрах и картинах Блейка Уризен часто изображён с гигантским циркулем в руке, с помощью которого он создаёт и ограничивает Вселенную, или с сетями, символизирующими законы и общество, которыми он, как паутиной, опутывает людей, или с раскрытой книгой, окружённый несколькими внушительными фолиантами, в которых записаны законы, придуманные им для человечества. В произведениях Блейка Уризен воплощает сатанинское начало и в этом его сходство с Демиургом учений гностицизма. Уризен — это символ разума, лишённого воображения.
Так восклицает героиня поэмы, душа Америки, обесчещенная дева Утуна (Oothoon), проклиная Уризена и его учение.
История Уризена и его деяний подробно описана в  «Первой книге Уризена» (1794). Хотя Уризен верховным богом не является, он возомнил и объявил себя таковым перед сонмом Бессмертных, которые представляли собой до этого единую семью. «Жрец разума» Уризен, поражённый болезнью самости (selfhood), восстал в Вечности и, отделив себя от прочих Бессмертных, создал огромную омерзительную пустоту, которую он наполнил стихиями. Восхищаясь собственной мудростью, он приступил к составлению списка различных грехов, записывая их в медной книге, служащей собранием законов. Он обратился к Бессмертным с речью, излагая итог своих глубоких и тайных раздумий и объясняя, как он, в борьбе со стихиями и страшной силой, называемой «семью смертными грехами», созидал упругую твердь. Но всё это возмутило Бессмертных, и гнев их превратился в огонь, пожирающий воинство, сотворённое Уризеном. Оставшись в одиночестве, Уризен построил каменную кровлю, обрамил себя жилами и кровеносными сосудами, чтобы защитить себя от огней Бессмертных.

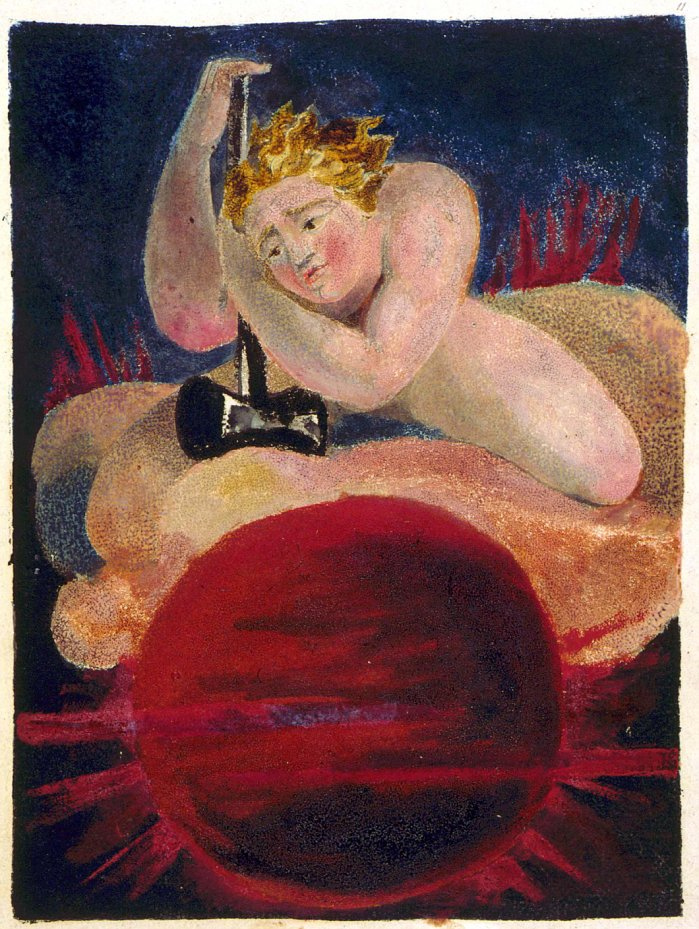
Уильям Блейк. Лос, кузнец вечности с молотом в руках из книги «Песнь Лоса», копия B, из коллекции Библиотеки Конгресса, США

И тут в процесс творения вступил Лос, «Вечный пророк», представляющий собой Вдохновение, и в  Вечности называемый Уртоной. Наблюдая за действиями Уризена, Лос был опечален тем, что тот оторвал себя от Вечности. Из сострадания он создал для Уризена телесную форму.
Соответственно «Книге Лоса» (1795), Лос, прикованный цепью к падшему Уризену, вынужден его охранять. В гневе Лос разорвал оковы и вошёл в вечные реки огня. Огонь этот затвердел. Лос разбил его на мелкие осколки и оказался в пустоте. Столетиями он проваливался в Бездну, пока ему не удалось отделить тяжёлое от лёгкого и таким образом создать свет. В лучах этого света Лос увидел, как над бездной нависает чудовищный скелет Уризена. Лос смастерил горн, наковальню и молот, и трудился ночи и дни, чтобы придать Уризену форму. Далее описываются семь дней творения, где в роли Творца выступает Лос. Усилия Лоса завершаются сотворением первого человека.  Утомлённый трудами, Лос раздвоился на мужское и женское — так появилась Энитармон, его эманация, которая родила ему сына по имени Орк, воплощение бунтующей энергии. Из-за непослушания Орка родители вынуждены приковать его железной цепью к скале.
Уризен, разглядывая своё уродливое творение, пришёл в ужас и проклял своих детей, которые «усохли», превратившись в рептилии. Человечество лишилось Вечности. Однако сын Уризена Фузон, воплощение огненной стихии, подобно Моисею, вывел свой народ из Египта.
В «Книге Ахании» (1795), блейковском варианте библейской книги «Исход» повествуется о конфликте между отцом и сыном — Уризеном и Фузоном, а также о страдании Ахании — жены и матери. Фузон восстал против отца, вступив с ним в борьбу. Он направил в отца раскалённый шар своего гнева, который, превратившись в огненный луч, пробил тяжёлый диск из кованого железа, брошенный в него Уризеном. Луч этот также рассёк чресла Уризена, и от него отделилась Ахания-душа. Пять веков огненный луч Фузона блуждал в Египте, пока Лос не выковывал из него Солнце. Но Уризен, убив страшного Змия, смастерил из его рёбер лук-камнемёт и запустил в Фузона обломок отравленной скалы. Затем Уризен распял тело убитого сына на «Древе Тайны».

## Система мироздания по Блейку
Мироздание по Блейку имеет четырёхсложную структуру, то есть состоит из четырёх миров, названных им: Эдем, Порождение, Беула и Ульро. Алексей Матвеевич Зверев в своих комментариях к Блейку так объясняет эту систему:  «В символике Блейкa Вселенная представленa в процессе прохождения через четыре духовных состояния. Рай (Eden) — высшее единство Творцa и его творения; Порождение (Generation) — рaспад органической связи между человеком и Богом, человеком и другими людьми; Беулa (Beulah) — христианский идеал восстановления этой связи, который для Блейкa и при условии его осуществления не ознaчает обретенного Рая, ибо Беулa рaссмaтривается им только как Лимб; Ульро (Ulro) — мир современной Блейку действительности, Ад. Каждому из этих состояний присущa своя доминирующая „эмоция“: Раю — страсть, Порождению — интеллект, Беуле — милосердие и любовь, Ульро — желание и инстинкт».